# Cladocarpus stechowi
Cladocarpus stechowi är en nässeldjursart som beskrevs av Ramil och Vervoort 1992. Cladocarpus stechowi ingår i släktet Cladocarpus och familjen Aglaopheniidae. Inga underarter finns listade i Catalogue of Life.